# Cornettes de Bise
Die Cornettes de Bise ist ein 2432 Meter hoher Berg im Chablais-Massivs in den Savoyer Alpen. Er befindet sich auf der Grenze zwischen der im französischen Département Haute-Savoie liegenden Gemeinde La Chapelle-d’Abondance und der Gemeinde Vouvry im Schweizer Kanton Wallis. Es ist der höchste Berg der Kette zwischen dem Genfersee und dem Val d’Illiez. Westlich des Berges befindet sich der Lac de Bise mit der Refuge de Bise des Club Alpin Français.

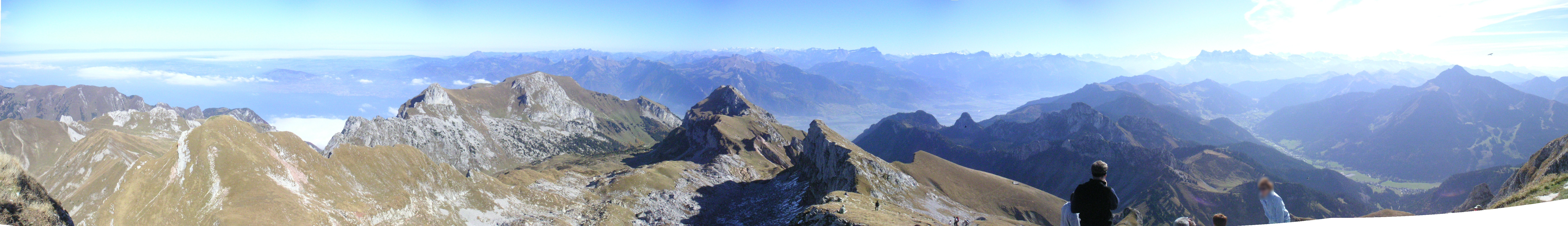
Panorama vom Gipfel mit Genfersee, Chablais und Dents du Midi

Um die Cornettes de Bise wurde ein 1551 Hektar großes Gebiet als Schutzgebiet nach Natura 2000 ausgewiesen.
Im Jahr 1906 wurde ein Konzessionsgesuch für den Bau einer Zahnradbahn vom schweizerischen Saint-Gingolph auf den benachbarten Grammont bei den Schweizer Bundesbehörden eingereicht, eine Erweiterung zu den Cornettes de Bise war angedacht. Gebaut wurde die Bahn nicht.